# Irmandade de Nossa Senhora do Rosário no Seridó
As Irmandades do Rosário na Região Do Seridó representam uma história cultural com práticas religiosas, como ritos simbólicos de representações que estão ligadas aos costumes e crenças que tem influência cultural africana religiosa do povo brasileiro, são cerimônias que permanecem desde o período da escravatura no Brasil, e ainda são cultuados por um grupo de pessoas que se identificam com as crenças ritualísticas das Irmandades do Rosário. As crenças os rituais são feitos no período da padroeira Nossa Senhora Do Rosário. Na festa de padroeiro de Nossa Senhora Do Rosário, são organizados os dias de festas, danças, batuques, coroação do rei e da rainha. Na região do Seridó Potiguar, as festas e ritos da Irmandade também são comemorados.
Os festejos vão além das celebrações religiosas. A Irmandade organiza atividades educativas e palestras que discutem temas relevantes para a comunidade, promovendo a conscientização sobre a história e a cultura afro-brasileira. Essas iniciativas visam não apenas a preservação das tradições, mas também o fortalecimento da cidadania.

## Origem das Irmandades Negras
A Irmandade dos Negros do Rosário, assim como as inúmeras irmandades existentes e espalhadas pelo Brasil, principalmente pela região Nordeste do país, desempenha um grande papel de apoio para os membros que compõem sua comunidade, que utiliza esse espaço para praticar atividades religiosas, ritos comuns à ancestralidade negra e produções culturais conjuntas. Ainda no tempo da escravidão, as irmandades eram responsáveis por providenciar funerais, gerir momentos de doenças e outros eventos de grande gravidade ligados às pessoas da sua comunidade. Isso se deu principalmente porque a Igreja Católica tinha um funcionamento voltado ao acolhimento de pessoas brancas e bem-dotadas financeiramente dentro do núcleo de uma sociedade escravocrata, em um formato extremamente segregacionista, de forma que pessoas negras sequer podiam professar sua fé em locais adequados. 
As irmandades também eram responsáveis por preservar e reivindicar direitos e razões sociais, sendo um ambiente propício para mobilizações políticas, organização de pautas e, principalmente, a preservação de memórias e ritos ancestrais. Observa-se essa preservação na transição entre os séculos XX e XXI, nos momentos de festa, em que as pessoas que compõem o conjunto dos Negros do Rosário saem em cortejo pela cidade na qual se encontram, trajadas com roupas azuis e brancas, ou cores que representam aquela irmandade específica, podendo sofrer alteração entre elas, dançando em ritmo de congo e tocando tambores, que são instrumentos normalmente associados a religiões afrodescendentes. As festas das irmandades, então, são atos de resistência e preservação de uma cultura secular. Apesar de associadas aos santos católicos, muitas irmandades preservam cultos advindos do Candomblé, religião afro-brasileira que tem seu culto ligado às nações africanas. Isso demonstra o papel fundamental da Irmandade dos Negros do Rosário na valorização do conhecimento ancestral e da história da população negra dentro de um país majoritariamente miscigenado.

## Festejos e atividades comunitárias
As atividades e festividades da Irmandade dos Negros do Rosário no Seridó, são manifestações que combinam fé, cultura e identidade comunitária. A festa de São Benedito, um dos eventos mais destacados, ocorre anualmente em outubro e mobiliza a comunidade em um calendário de celebrações. A festa começa com a a missa solene, onde os fiéis se reúnem para prestar homenagens ao santo de devoção. Essa cerimônia é repleta de simbolismos, como o uso de vestes brancas e a decoração com flores, que representam a pureza e a alegria. Após a missa, ocorre a tradicional procissão, um dos momentos mais esperados, onde os fiéis levam a imagem de São Benedito pelas ruas, acompanhados de cânticos e danças que evocam tradições afro-brasileiras. Durante a festa, são comuns as apresentações de músicas e danças tradicionais como o samba de roda e outras danças folclóricas e culturais, que trazem à tona a herança africana, além da queima de fogos que simbolizam a alegria do povo, e a realização de feiras de artesanato e culinária, que refletiam a cultura regional.

## Irmandade do Rosário em Caicó
As irmandades do Rosário no Seridó foram oficialmente reconhecidas pelo Rei de Portugal, Dom José I, em 1771. Essa legitimação, porém, só obteve selo real em todo o Brasil dois anos depois de sua instituição no Rio Grande do Norte, em 27 de dezembro de 1773. Nesta data, estavam ocorrendo os festejos do tríduo, e o encerramento aconteceu em 1º de janeiro de 1774, na Igreja de Sant'Ana, em Caicó. Inicialmente, as cerimônias da festa eram realizadas com imagens da santa, mas, posteriormente, os festejos foram transferidos para a Igreja de Nossa Senhora do Rosário, no mês de outubro, quando se comemora a festa da padroeira. Esse evento religioso é bastante tradicional na religião católica e faz parte das tradições culturais e religiosas da cidade de Caicó. Existe todo uma tradição a ser seguida pelos negros do Rosário, da irmandade de Caicó a corte é constituída por um rei perpetuo e uma rainha perpétua, tendo como sucessores os filhos mais velhos do casal, ou seja, a filha e o filho devem seguir na linhagem de sucessão de trono como rei e rainha da Irmandade do Rosário. De acordo com as tradições da Irmandade do Rosário, o rei e a rainha devem ser escolhidos pela comunidade. Além deles, são nomeados o juiz, a juíza, o escrivão e a escrivã. Todos participam dos festejos e, durante o ritual de festividade, repassam os títulos aos próximos representantes, no momento da coroação dos novos reis e rainhas. Essas tradições acontecem em frente à igreja, no encerramento da Festa do Rosário.